# Flanagan (Illinois)
Flanagan è un villaggio degli Stati Uniti d'America, situato nello Stato dell'Illinois, nella contea di Livingston.
| Controllo di autorità | VIAF (EN) 157147398 · LCCN (EN) n83196883 · J9U (EN, HE) 987007562111705171 |